# 井川町
井川町（いかわまち）は、秋田県の中央部に位置する町。町並みは出羽丘陵に源を発して八郎潟（残存湖）に注ぐ井川に沿って形成されている。南秋田郡に属する。

## 地理
東西に約14km、南北に約4kmと細長い町で、俎山が東端に位置している。地形は東部は波状形の段丘、西部は平坦な水田地帯である。
八郎潟調整池に境界未定部分がある。
- 山: 俎山
- 河川: 井川
- 湖沼: 八郎潟調整池

### 隣接している自治体
- 秋田市
- 潟上市
- 南秋田郡：五城目町、八郎潟町

### 人口
町の人口が最多となったのは町制施行前の井川村が誕生した1955年（昭和30年）で7,763人だった。
| |                                        |  |
| 井川町と全国の年齢別人口分布（2005年） | 井川町の年齢・男女別人口分布（2005年） |  |
| ■紫色 ― 井川町 ■緑色 ― 日本全国 | ■青色 ― 男性 ■赤色 ― 女性              |  |
| 井川町（に相当する地域）の人口の推移 \| 1970年（昭和45年） \| 6,669人 \| \| \| 1975年（昭和50年） \| 6,427人 \| \| \| 1980年（昭和55年） \| 6,380人 \| \| \| 1985年（昭和60年） \| 6,316人 \| \| \| 1990年（平成2年） \| 6,294人 \| \| \| 1995年（平成7年） \| 6,208人 \| \| \| 2000年（平成12年） \| 6,116人 \| \| \| 2005年（平成17年） \| 5,847人 \| \| \| 2010年（平成22年） \| 5,493人 \| \| \| 2015年（平成27年） \| 4,986人 \| \| \| 2020年（令和2年） \| 4,566人 \| \| |                                        |  |
| 総務省統計局 国勢調査より |                                        |  |
| 1970年（昭和45年） | 6,669人                                |  |
| 1975年（昭和50年） | 6,427人                                |  |
| 1980年（昭和55年） | 6,380人                                |  |
| 1985年（昭和60年） | 6,316人                                |  |
| 1990年（平成2年） | 6,294人                                |  |
| 1995年（平成7年） | 6,208人                                |  |
| 2000年（平成12年） | 6,116人                                |  |
| 2005年（平成17年） | 5,847人                                |  |
| 2010年（平成22年） | 5,493人                                |  |
| 2015年（平成27年） | 4,986人                                |  |
| 2020年（令和2年） | 4,566人                                |  |

## 歴史
鎌倉時代の『吾妻鏡』に「出羽国秋田郡湯河」とあり、これが井川にあたると考えられている。
- 1955年（昭和30年）2月1日 - 南秋田郡上井河村、下井河村が合併し、井川村誕生。
  - 同日井川村誕生により、上井河中学校が井川東中学校、下井河中学校を井川西中学校に校名変更。
- 1959年（昭和34年）4月1日 - 井川東中学校、井川西中学校が統合し、井川中学校（東教場、西教場）が創立。
- 1964年（昭和39年）1月13日 - 井川中学校東教場、西教場の統合新校舎が竣工。
- 1971年（昭和46年）4月1日 - 井川東小学校、井川西小学校が統合し、井川小学校（東校舎、西校舎）が創立。
- 1972年（昭和47年）4月 - 日本各地から集められた桜200種2,000本が同月より2年がかりで植樹され、日本国花苑が開園。
- 1973年（昭和48年）8月24日 - 井川小学校東校舎、西校舎の統合新校舎が竣工
- 1974年（昭和49年）6月1日 - 町制施行。井川町となる。
- 1995年（平成7年）12月1日 - 請願駅である井川さくら駅が開業。
- 1998年（平成10年）3月 - 幼保一元化施設である井川こどもセンターが開設。
- 2005年（平成17年） - 五城目町と八郎潟町との法定合併協議会から離脱。これがきっかけで、後に八郎潟町も離脱し、法定合併協議会を廃止することになった。
- 2006年（平成18年）11月 - 井川こどもセンターが、日本初の認定こども園に認定される。
- 2018年（平成30年）4月9日 - 井川小学校、井川中学校を小中一貫校設置を目的とした統合により、井川義務教育学校を創立。

## 町長
- 町長：齋藤多聞（さいとう たもん、1981年12月14日 - ）2015年2月15日就任

2015年2月15日投開票の町長選挙の結果、齋藤正寧の長男で、元団体職員の齋藤多聞が初当選し、同年2月15日に就任した。齋藤多聞は、曽祖父・祖父が旧上井河村村長、父が前町長と、直系4代で町村長を務めた家系の出身となる。

### 歴代村長および町長
| 期             | 氏名       | 就任年月日                | 退任年月日                                      | 備考                           |
| -------------- | ---------- | ------------------------- | ----------------------------------------------- | ------------------------------ |
| 村長職務執行者 | 齋藤正作   | 1955年（昭和30年）2月1日  | 1955年（昭和30年）3月13日                       | 旧上井河村長。後に県議に転出。 |
| 1              | 遠藤三之丞 | 1955年（昭和30年）3月14日 | 1959年（昭和34年）2月23日                       |                                |
| 2-6            | 鷲谷嘉兵衛 | 1959年（昭和34年）3月1日  | 1979年（昭和54年）2月28日                       |                                |
| 7-15           | 齋藤正寧   | 1979年（昭和54年）3月1日  | 2015年（平成27年）1月5日 (任期途中での死亡退任) | 元県議。齋藤正作の長男。       |
| 町長職務代理者 | 遠藤兼美   | 2015年（平成27年）1月5日  | 2015年（平成27年）2月15日                       |                                |
| 16-18          | 齋藤多聞   | 2015年（平成27年）2月15日 | (現職)                                          | 齋藤正寧の長男。               |

## 産業

### 郵便局
- 下井河郵便局
- 上井河郵便局
- 今戸簡易郵便局
- 井内簡易郵便局

町内を担当する集配局は、潟上市の飯田川郵便局（ゆうゆう窓口機能は秋田中央郵便局が担当）。

### 金融機関
- あきた湖東農業協同組合井川支所

指定金融機関は秋田銀行（取りまとめ店は五城目支店）となっている。

## 教育
- 井川町立井川義務教育学校

2018年4月に、井川町立井川中学校の敷地を利用して、小中一貫教育を行う、秋田県内では初となる義務教育学校が設置された。これに伴い、井川町立井川小学校と井川町立井川中学校は閉校となった。

## 医療
町内に公立の病院はなく、八郎潟町にある湖東厚生病院まで無料の井川町巡回バス「さくら号」「ゆうゆう号」を運行している。
- 国民健康保険井川町診療所
- 湖東厚生病院

## 交通

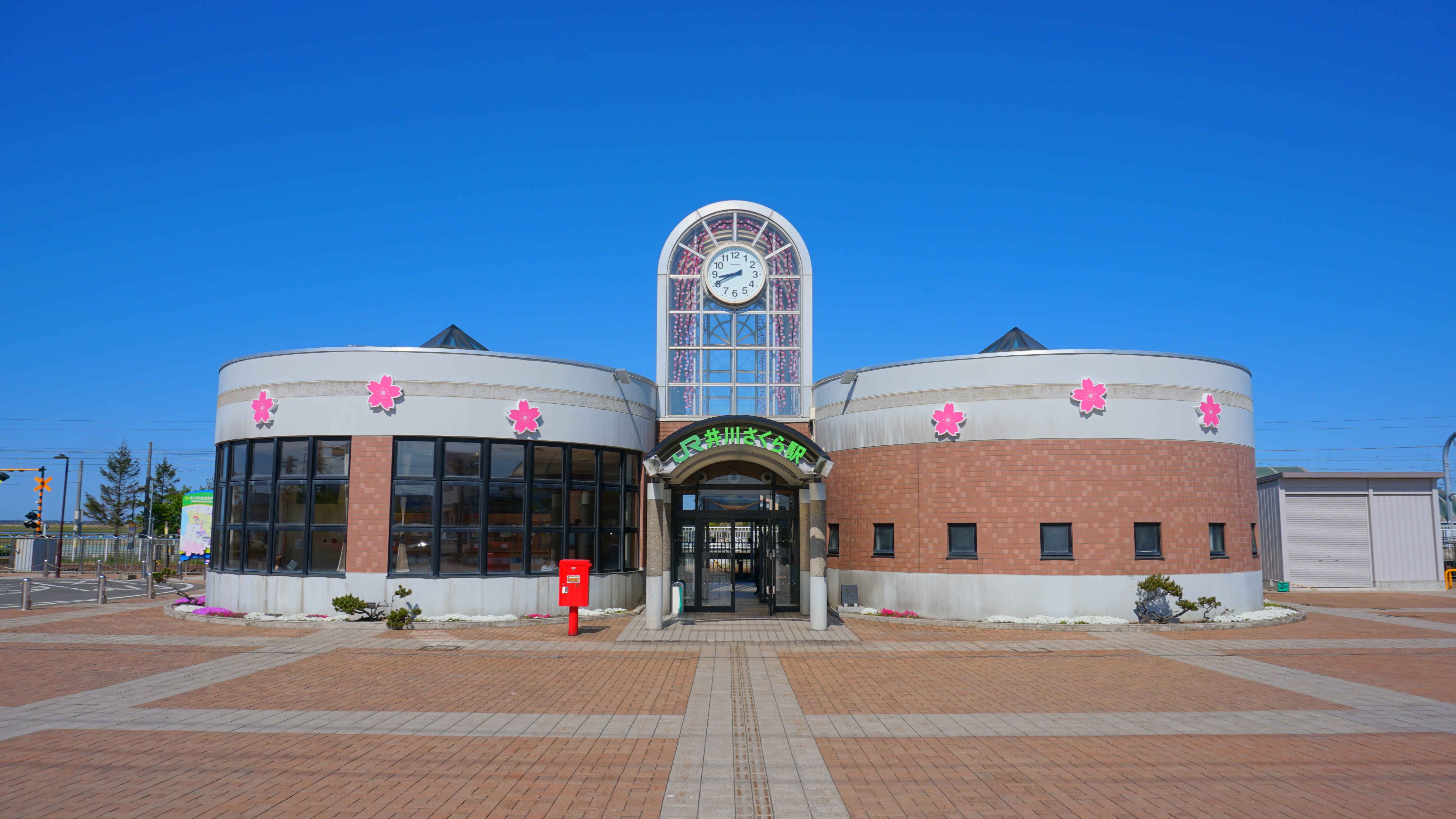
井川さくら駅

### 鉄道
- 東日本旅客鉄道
  - 奥羽本線 - 井川さくら駅

### バス
- 秋田中央交通（秋田市 - 潟上市 - 井川町 - 五城目町）
- 井川町町内巡回バス「さくら号」「ゆうゆう号」

### 道路
- 一般国道
  - 国道7号
  - 国道285号
- 一般県道
  - 秋田県道112号久保秋田線
  - 秋田県道228号北の又井川線

## 出身者
- 児玉和土 - 映画監督
- 武塙祐吉(三山) - 元・秋田市長　元・上井河村長　元・秋田魁新報社社長　元・秋田放送社長
- 花乃湖健 - 元関取
- 若ノ海周治 - 元関取
- 大ノ海久光 - 元関取
- 湊祥山 - 書家
- 森田実 (捕手)
- HiBiKi - ものまね芸人(主に郷ひろみ)

## 市外局番
秋田市と同じ、018である。収容局と局番は以下の通り。
- 井川…854-6、855-6、874-2〜4

## 井川町を舞台にした作品
- 漫画『D-LIVE!!』（皆川亮二著）

井川さくら駅、日本国花苑が登場している。
- 映画『光を追いかけて』（成田洋一監督）

井川町、五城目町、潟上市などがロケ地となっている。

## 引用
1. 1 2 3 4  “秋田県井川町”.   井川町. 2024年9月18日閲覧。
2. ↑  “湖沼面積” (PDF).   国土地理院 (2015年3月6日). 2015年3月9日閲覧。
3. ↑  “広報いかわ2020年9月号”.   井川町. p. 7. 2024年9月18日閲覧。
4. ↑  ＜井川町長＞曽祖父から直系4代首長河北新報2015年03月02日月曜日(2015年3月2日閲覧)